# Padovo pri Osilnici
Padovo pri Osilnici je naselje u slovenskoj Općini Osilnici. Padovo pri Osilnici se nalazi u pokrajini Dolenjskoj i statističkoj regiji Jugoistočnoj Sloveniji. 

## Stanovništvo
Prema popisu stanovništva iz 2002. godine naselje je imalo 13 stanovnika.